# Manfred Seifert
 (décembre 2021).
Si vous disposez d'ouvrages ou d'articles de référence ou si vous connaissez des sites web de qualité traitant du thème abordé ici, merci de compléter l'article en donnant les références utiles à sa vérifiabilité et en les liant à la section « Notes et références ».
 (décembre 2021).
Pour les articles homonymes, voir Seifert.
Franz Manfred Seifert (né en 1953 à Michelstadt) est un artiste contemporain allemand.

## Biographie
Seifert étudie le médiévisme auprès d'Andreas Franzke de 1975 à 1977, l'histoire de l'art de 1975 à 1978 auprès de Siegfried Wichmann et de 1976 à 1981 la peinture à l'académie des beaux-arts de Karlsruhe auprès d'Emil Schumacher. En 1984, il reçoit un prix de Robert Moog pour la performance vertonte Zärtlichkeit à l'Ars Electronica.
Il est l'un des pionniers de l'art informatique. En 1983, il développe la formule ({\displaystyle a} + b*{\displaystyle i}) * ({\displaystyle a+bi}+Var) - {\displaystyle {\frac {1+Var}{4+Var}}}   * ({\displaystyle a+bi}) * ({\displaystyle a+bi}+Var) dans son « bureau fractal » pour la représentation picturale d'un ensemble de Mandelbrot, qui ressemble à une coupe à travers un trognon de pomme. Ses machines à sons contrôlées par interface attirent l'attention de l'émission de la ZDF Die Knoff-Hoff-Show. La première de la performance heaven’s gate au hessischen Kultursommer en 1999 constitue la base d'autres événements musicaux visibles dans lesquels un scanner corporel contrôle les barrières lumineuses, le son et la lumière (développement ultérieur du Vidéophon II). En 2005, il reçoit une bourse du Land de Hesse pour le centre d'art Egon Schiele à Český Krumlov pour son film Nasswasser. À partir de ce moment, des informations supplémentaires provenant de la logique épistémique médiatique sont attachées au dos des peintures érotiques en tant que références historiques pour aider le spectateur à comprendre l'œuvre. En 2014, il travaille à la fondation de Schöppingen sur le Kandinsky Project, la possibilité d'utiliser le micro-ordinateur Raspberry Pi pour représenter une abstraction lyrique et non géométrique afin que les aveugles puissent la toucher. Le Projet Zoffany permet de manière interactive et contrôlée par la souris via un panoramique virtuel pseudo-illusionniste de caméra 3D de regarder librement dans une image comme dans une salle de galerie.